# Лоређа
Лоређа (итал. Loreggia) је насеље у Италији у округу Падова, региону Венето.
Према процени из 2011. у насељу је живело 4010 становника. Насеље се налази на надморској висини од 23 м.

## Становништво
Према резултатима пописа становништва 2011. у општини је живело 7.297 становника.
| 1951. | 1961. | 1971. | 1981. | 1991. | 2001. | 2011. |
| ----- | ----- | ----- | ----- | ----- | ----- | ----- |
| 4.481 | 3.912 | 3.905 | 4.503 | 4.977 | 5.754 | 7.297 |

## Партнерски градови
- Borghetto di Borbera